# Arctia lamprogenys
Arctia lamprogenys là một loài bướm đêm thuộc phân họ Arctiinae, họ Erebidae.